# Estany de l'Estanyó
L'estany de l'Estanyó est un lac d'Andorre situé dans la paroisse d'Ordino à une altitude de 2 339 m.

## Toponymie
Estanyó est un dérivé d'estany, terme omniprésent dans la toponymie andorrane, désignant en catalan un « étang »,. Estany est lui-même issu du latin stagnum (« étendue d'eau »).

## Géographie

### Localisation et géologie
L'estany de l'Estanyó se situe au sein de la vallée de Sorteny dans la paroisse d'Ordino au nord de la principauté d'Andorre. Il s'agit d'un lac d'altitude puisque celui-ci est perché à 2 339 m de hauteur, au pied du pic de l'Estanyó (2 915 mètres), l'un des plus hauts sommets d'Andorre.
Comme la vallée qui l'entoure, le lac est d'origine glaciaire, et la dépression qu'il occupe a été modelée par les glaciations du quaternaire (cuvette de surcreusement),. Les roches y sont de nature schisteuse , datées du cambrien et de l'ordovicien. 
| \| Estany de l'Estanyó \|                                              | |
| Position de l'estany de l'Estanyó sur la carte géologique de l'Andorre | Vue de l'estany de l'Estanyó et de l'ensemble de la vallée de Sorteny depuis les pentes du pic de l'Estanyó |
| Estany de l'Estanyó                                                    | |

### Hydrographie
Le lac s'étend sur 1,3 ha et constitue la principale étendue d'eau de la vallée de Sorteny. Les eaux du lac se déversent dans le riu de l'Estanyó qui rejoint ensuite le riu de Sorteny (émissaire de l'ensemble de la vallée). L'estany de l'Estanyó appartient de ce fait au bassin de la Valira del Nord.
| \| Estany de l'Estanyó \|                                                               |                   |
| Position de l'estany de l'Estanyó sur la carte des bassins hydrographiques de l'Andorre | Le riu de Sorteny |
| Estany de l'Estanyó                                                                     |                   |

## Randonnée

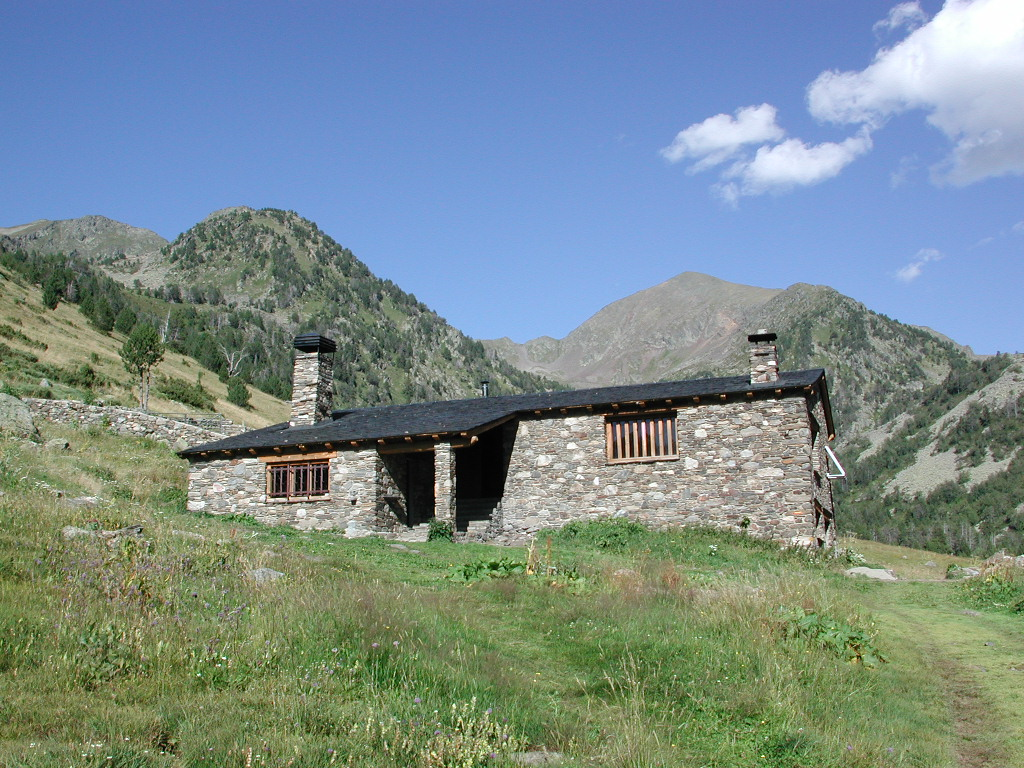
Le refuge Borda de Sorteny

Le lac fait partie du parc naturel de Sorteny, espace protégé depuis 1999 notamment en raison de son intérêt paysager et récréatif ,. L'ensemble de la vallée est de ce fait un terrain propice à la pratique de la randonnée. Deux grands sentiers de randonnée - le GRP et la Haute randonnée pyrénéenne (HRP) - traversent le parc naturel de Sorteny. Un sentier bifurquant à partir de ce l'itinéaire de ces derniers permet de rejoindre le lac. Il est ainsi possible de l'atteindre par une marche de moins de deux heures (3,7 km pour un dénivelé positif de moins de 100 m) depuis l'entrée du parc. À partir du lac, il est possible de poursuivre vers le pic de l'Estanyó qui se trouve également à un peu moins de deux heures. Le refuge le plus proche est le refuge Borda de Sorteny, gardé et d'une capacité d'accueil de 50 personnes.

## Galerie

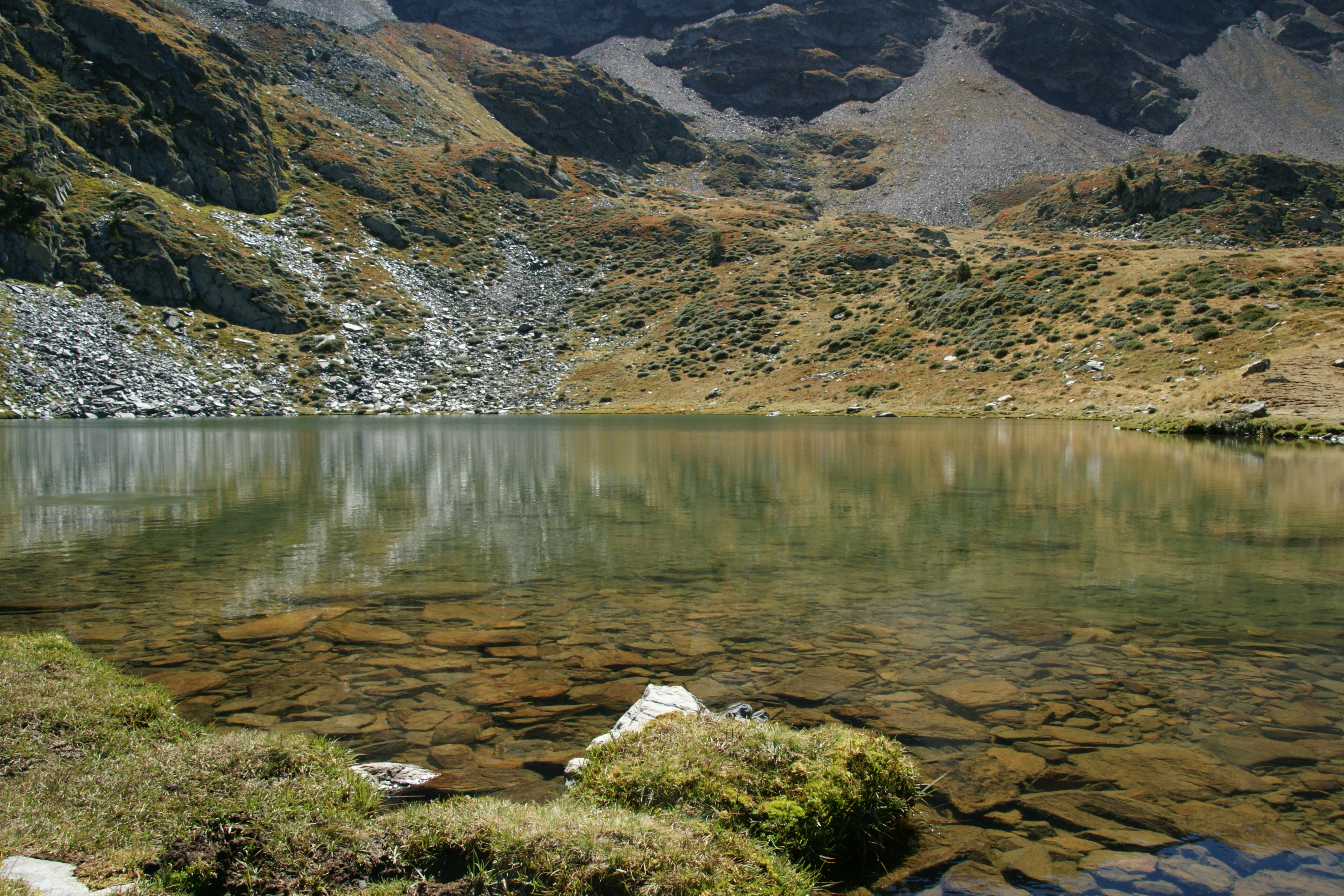
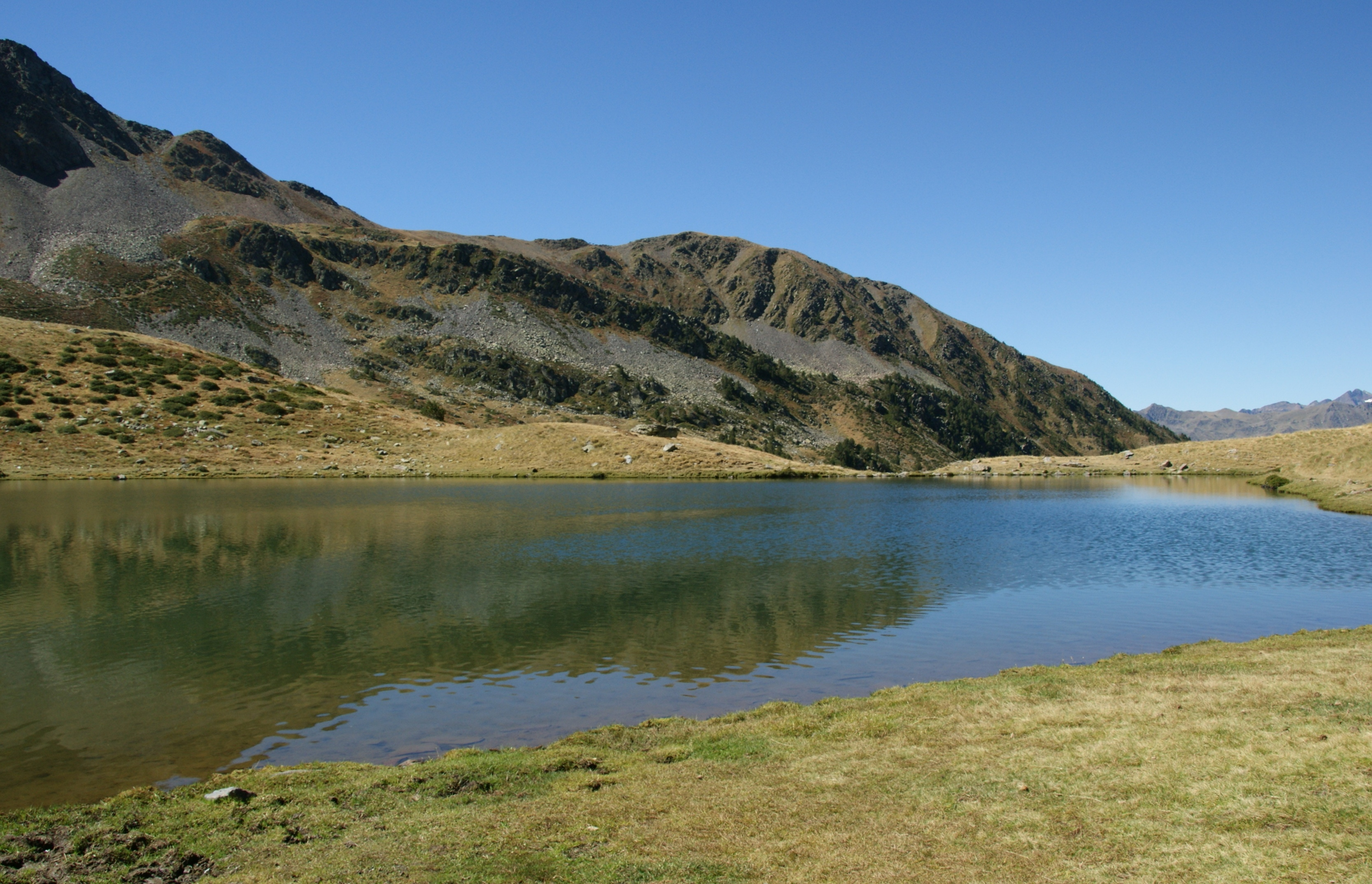
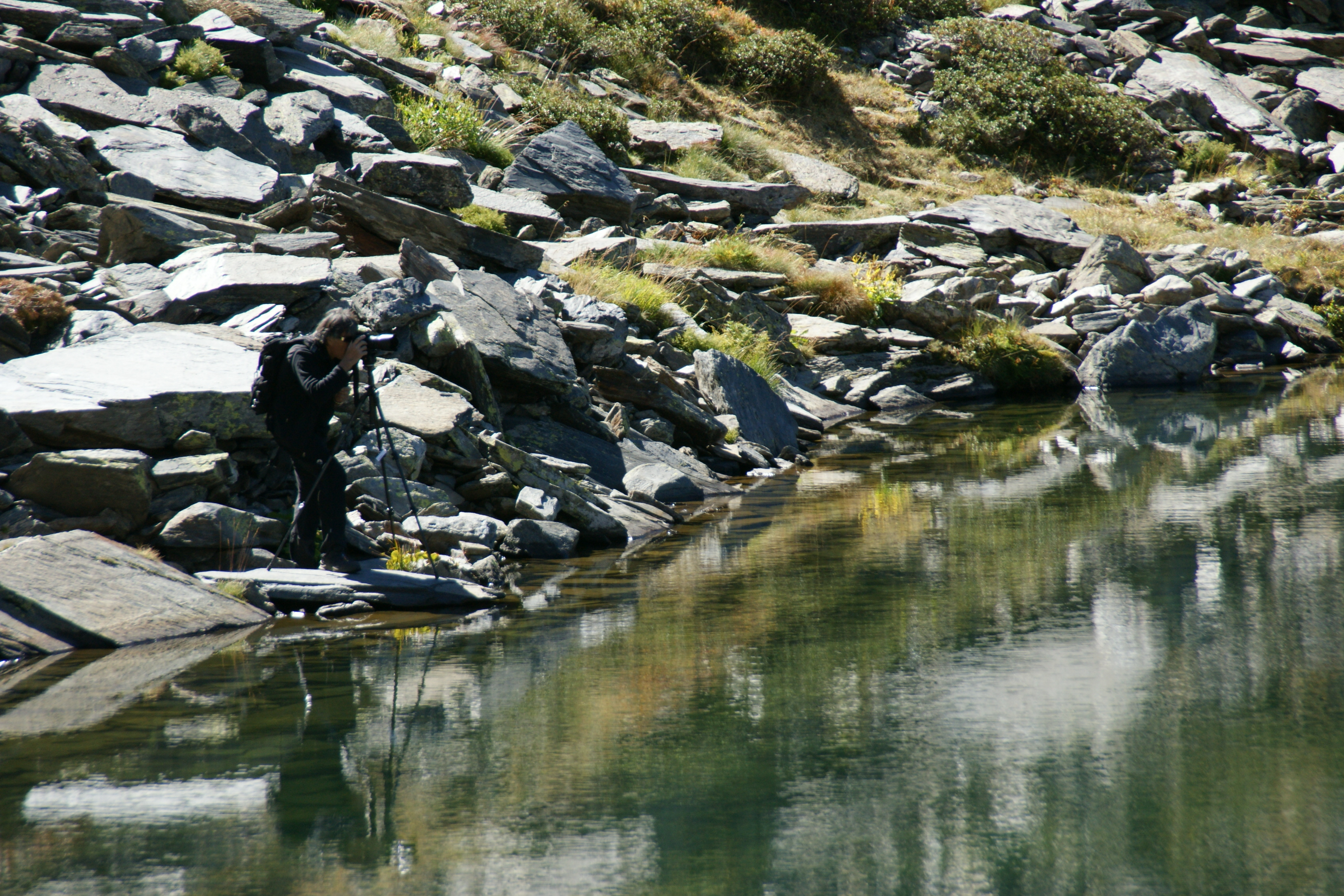